# Al-Ahly Trypolis
Al-Ahly Trypolis (arab. الأهلي طرابلس) – libijski klub piłkarski z siedzibą w Trypolisie.

## Historia
Al-Ahly Trypolis został założony w 19 września 1950. W 1964 roku Al-Ahly jako mistrz Zachodu wystąpił w premierowym turnieju o Mistrzostwo Libii. W finale Al-Ahly dwukrotnie pokonało Al-Ahly Benghazi po 1-0, stając się pierwszym mistrzem Libii. 
Al-Ahly było również premierowym zwycięzcą rozgrywek o Puchar Libii w 1976. W finale pokonało Al-Akhdhar Bayda 2-0. Do 2000 roku Al-Ahly dziesięciokrotnie zdobyło mistrzostwo Libii. Następna dekada została zdominowana przez lokalnego rywala – Al-Ittihad Trypolis, który wyprzedził Al-Ahly pod względem tytułów mistrzowskich. Al-Ahly w tym okresie zdobyło jedynie Puchar Libii w 2001 i 2006. 

## Sukcesy
- mistrzostwo Libii (10): 1964, 1971, 1973, 1974, 1978, 1984, 1993, 1994, 1995, 2000
- Puchar Libii (5): 1976, 1994, 2000, 2001, 2006.
- Superpuchar Libii (1): 2000.

## Znani piłkarze w klubie
| - Al-Saadi Kaddafi - Ahmed Saad Osman - Omar Daoud - Tarik El Taib - Nader Kara - Ibrahim Said - Ahmed Bahja | - Ali Rehema - Samer Saeed - Mahdi Karim - Sambégou Bangoura - Moussa Coulibaly - Lassana Fané - Kenneth Zeigbo |